# Артижа (Калифорнија)
Артижа (енгл. Artesia) град је у америчкој савезној држави Калифорнија. По попису становништва из 2010. у њему је живело 16.522 становника.

## Демографија
Према попису становништва из 2010. у граду је живело 16.522 становника, што је 142 (0,9%) становника више него 2000. године.
| Група             | 2000.         | 2010.         |
| Белци             | 4.463 (27,2%) | 3.518 (21,3%) |
| Афроамериканци    | 582 (3,6%)    | 589 (3,6%)    |
| Азијати           | 4.490 (27,4%) | 6.131 (37,1%) |
| Хиспаноамериканци | 6.272 (38,3%) | 5.910 (35,8%) |
| Укупно            | 16.380        | 16.522        |